# Andrena krausiella
Andrena krausiella là một loài Hymenoptera trong họ Andrenidae. Loài này được Gusenleitner mô tả khoa học năm 1998.

## Hình ảnh

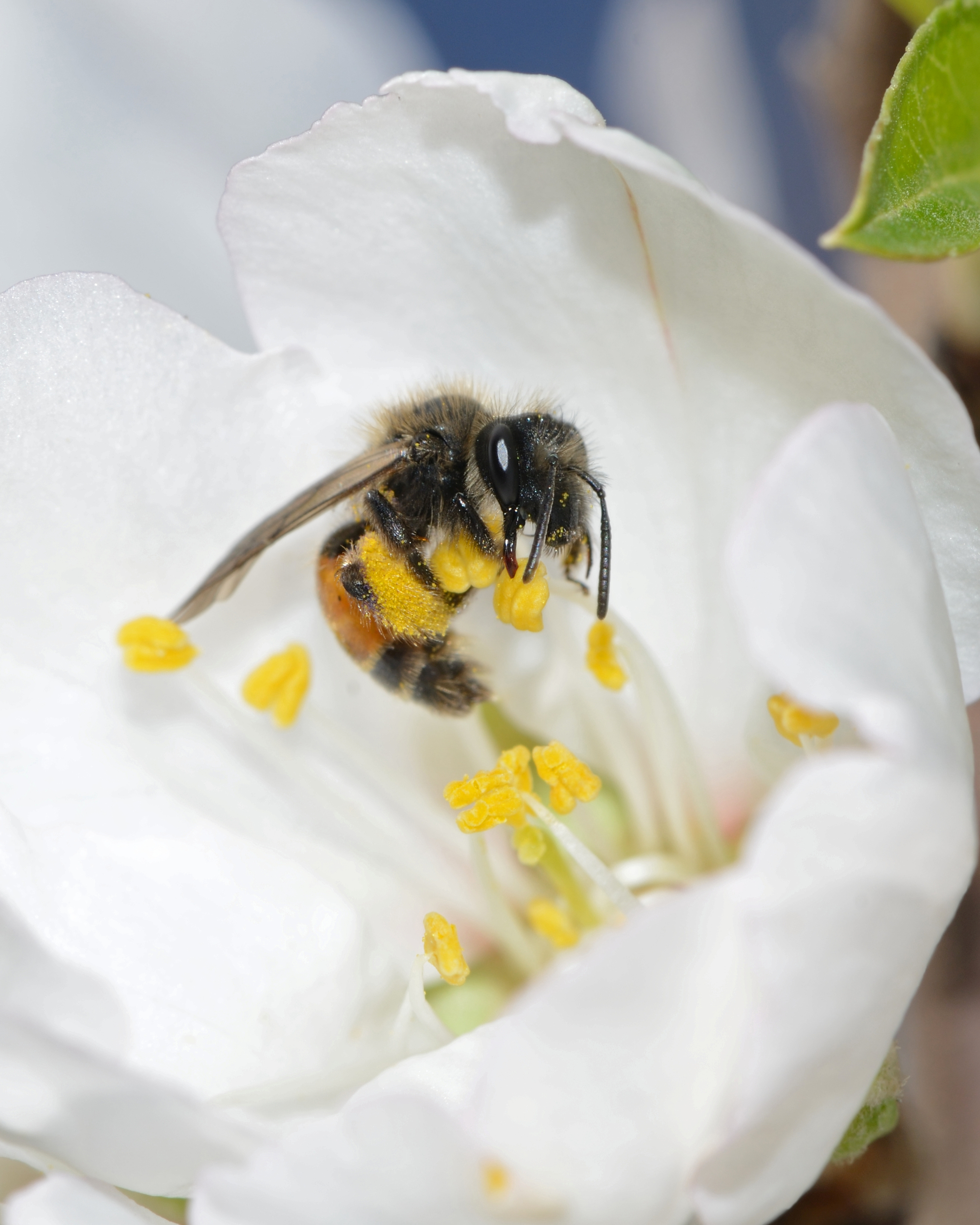
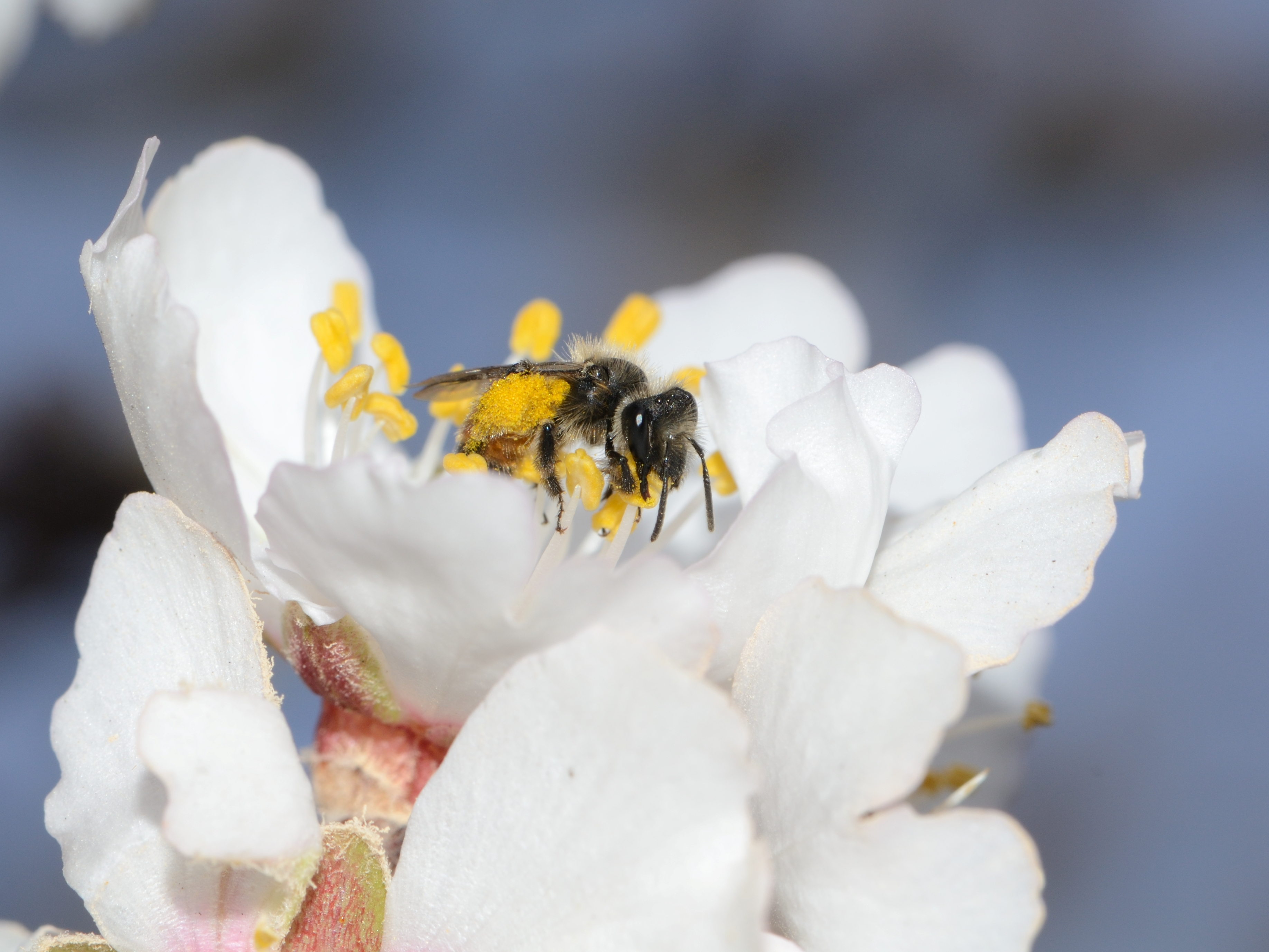
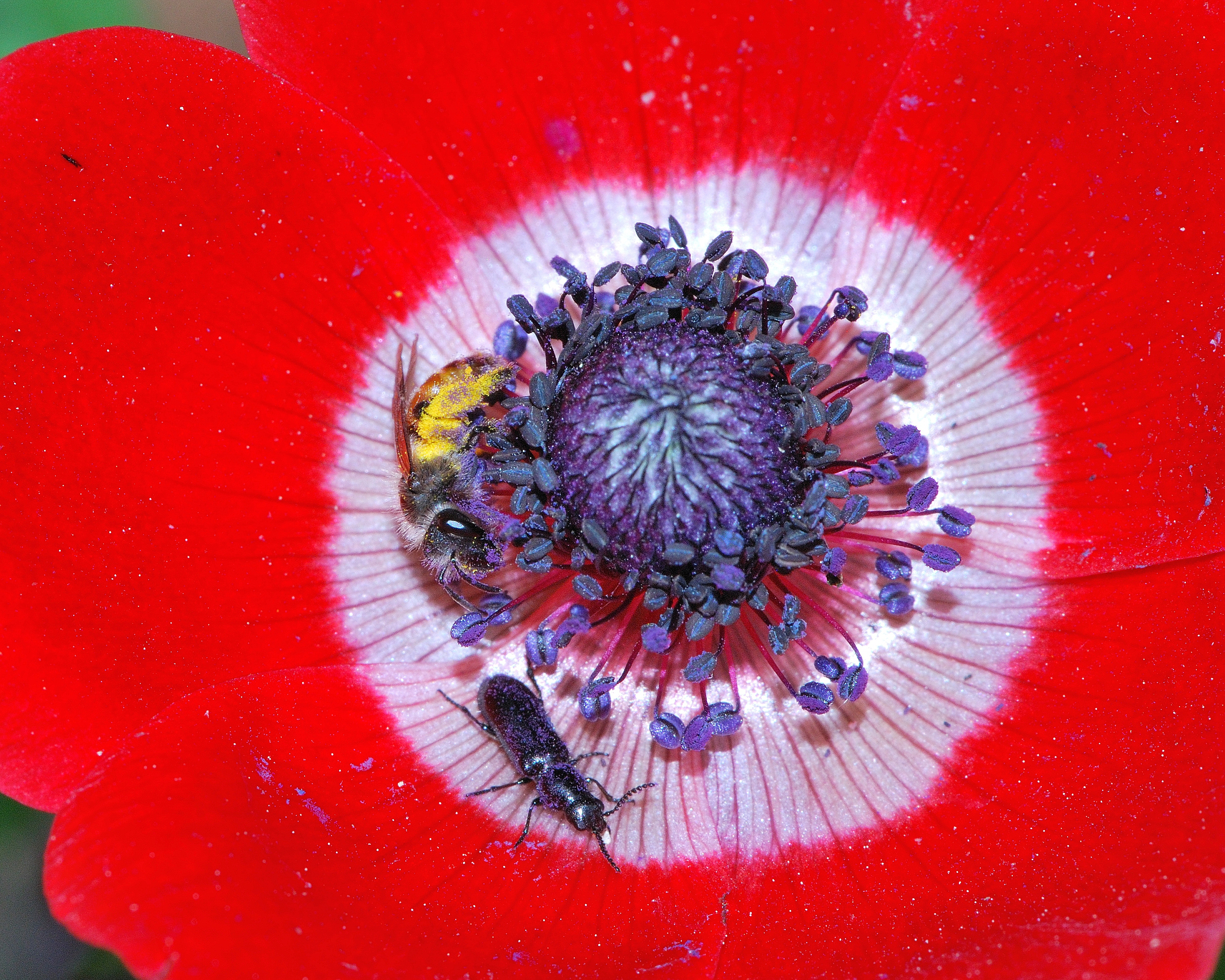